# 黄国用 (嘉靖举人)
黃國用，字良弼，江西丰城人，明朝政治人物。

## 生平
嘉靖十年（1531年）辛卯科江西乡试举人，授知县，二十九年十二月选授广西道試監察御史。三十一年任巡盐御史，上言盐政六事。